# Dirka po Italiji 1975
Dirka po Italiji 1975 (italijansko Giro d'Italia 1975) je 58. izvedba dirke po Italiji, tritedenske moške cestne kolesarske etapne dirke. Začela se je 17. maja v Milanu in končala 7. junija na prelazu Stelviu. Sodelovalo je 90 kolesarjev iz 9-ih ekip. Rožnato majico je prvič osvojil Fausto Bertoglio (Jollj Ceramica), drugo mesto Francisco Galdós (Kas–Kaskol), tretje pa Felice Gimondi (Bianchi–Campagnolo). Vijolično majico je osvojil Roger De Vlaeminck (Brooklyn), zeleno majico pa Francisco Galdós in Andrés Oliva (oba Kas–Kaskol).

## Ekipe
- Bianchi–Campagnolo
- Brooklyn
- Furzi–FT
- Frisol–G.B.C.
- Jollj Ceramica
- Kas–Kaskol
- Magniflex
- Scic
- Zonca–Santini

## Etape
| Etapa | Datum    | Štart/Cilj                         | Razdalja    | Tip         | Tip                  | Zmagovalec                    |             |
| ----- | -------- | ---------------------------------- | ----------- | ----------- | -------------------- | ----------------------------- | ----------- |
| 1     | 17. maj  | Milano – Fiorano Modenese          | 177 km      |             | ravninska etapa      | Knut Knudsen (NOR)            |             |
| 2     | 18. maj  | Modena – Ancona                    | 249 km      |             | ravninska etapa      | Patrick Sercu (BEL)           |             |
| 3     | 19. maj  | Ancona – Prati di Tivo             | 175 km      |             | gorska etapa         | Giovanni Battaglin (ITA)      |             |
| 4     | 20. maj  | Teramo – Campobasso                | 258 km      |             | gorska etapa         | Roger De Vlaeminck (BEL)      |             |
| 5     | 21. maj  | Campobasso – Bari                  | 224 km      |             | ravninska etapa      | Rik Van Linden (BEL)          |             |
| 6     | 22. maj  | Bari – Castrovillari               | 213 km      |             | ravninska etapa      | Roger De Vlaeminck (BEL)      |             |
| 7a    | 23. maj  | Castrovillari – Padula             | 123 km      |             | gorska etapa         | Domingo Perurena (ESP)        |             |
| 7b    | 23. maj  | Padula – Potenza                   | 80 km       |             | gorska etapa         | Roger De Vlaeminck (BEL)      |             |
| 8     | 24. maj  | Potenza – Sorrento                 | 220 km      |             | gorska etapa         | Marcello Osler (ITA)          |             |
| 9     | 25. maj  | Sorrento – Frosinone               | 222 km      |             | ravninska etapa      | Enrico Paolini (ITA)          |             |
| 10    | 26. maj  | Frosinone – Tivoli                 | 176 km      |             | ravninska etapa      | Roger De Vlaeminck (BEL)      |             |
| 11    | 27. maj  | Rim – Orvieto                      | 158 km      |             | ravninska etapa      | Roger De Vlaeminck (BEL)      |             |
| 12    | 28. maj  | Chianciano Terme – Forte dei Marmi | 232 km      |             | ravninska etapa      | Patrick Sercu (BEL)           |             |
| 13    | 29. maj  | Forte dei Marmi – Forte dei Marmi  | 38 km       |             | posamični kronometer | Giovanni Battaglin (ITA)      |             |
|       | 30. maj  | dan počitka                        | dan počitka | dan počitka | dan počitka          | dan počitka                   | dan počitka |
| 14    | 31. maj  | Il Ciocco – Il Ciocco              | 13 km       |             | posamični kronometer | Fausto Bertoglio (ITA)        |             |
| 15    | 1. junij | Il Ciocco – Arenzano               | 203 km      |             | gorska etapa         | Franco Bitossi (ITA)          |             |
| 16    | 2. junij | Arenzano – Orta San Giulio         | 193 km      |             | ravninska etapa      | Fabrizio Fabbri (ITA)         |             |
| 17a   | 3. junij | Omegna – Pontoglio                 | 167 km      |             | ravninska etapa      | Patrick Sercu (BEL)           |             |
| 17b   | 3. junij | Pontoglio – Monte Maddalena        | 46 km       |             | gorska etapa         | Wladimiro Panizza (ITA)       |             |
| 18    | 4. junij | Brescia – Baselga di Piné          | 223 km      |             | gorska etapa         | Roger De Vlaeminck (BEL)      |             |
| 19    | 5. junij | Baselga di Piné – Pordenone        | 175 km      |             | ravninska etapa      | Martín Emilio Rodríguez (COL) |             |
| 20    | 6. junij | Pordenone – Alleghe                | 197 km      |             | gorska etapa         | Roger De Vlaeminck (BEL)      |             |
| 21    | 7. junij | Alleghe – Prelaz Stelvio           | 186 km      |             | gorska etapa         | Francisco Galdós (ESP)        |             |
|       | Skupaj   | Skupaj                             | 3963 km     | 3963 km     | 3963 km              | 3963 km                       | 3963 km     |

## Razvrstitev po klasifikacijah
| Etapa  | Zmagovalec              | Rožnata majica ·   | Vijolična majica ·                    | Zelena majica ·                  | Ekipno         |
| ------ | ----------------------- | ------------------ | ------------------------------------- | -------------------------------- | -------------- |
| 1      | Knut Knudsen            | Knut Knudsen       | Knut Knudsen                          | brez                             | brez           |
| 2      | Patrick Sercu           | Knut Knudsen       | Rik Van Linden                        | brez                             | Jollj Ceramica |
| 3      | Giovanni Battaglin      | Giovanni Battaglin | Rik Van Linden                        | Giovanni Battaglin               | Jollj Ceramica |
| 4      | Roger De Vlaeminck      | Francisco Galdós   | Roger De Vlaeminck in Pierino Gavazzi | Andrés Oliva                     | Brooklyn       |
| 5      | Rik Van Linden          | Francisco Galdós   | Rik Van Linden                        | Andrés Oliva                     | Brooklyn       |
| 6      | Roger De Vlaeminck      | Francisco Galdós   | Roger De Vlaeminck                    | Andrés Oliva                     | Brooklyn       |
| 7a     | Domingo Perurena        | Francisco Galdós   | Roger De Vlaeminck                    | Andrés Oliva                     | Brooklyn       |
| 7b     | Roger De Vlaeminck      | Francisco Galdós   | Roger De Vlaeminck                    | Andrés Oliva                     | Brooklyn       |
| 8      | Marcello Osler          | Francisco Galdós   | Roger De Vlaeminck                    | Andrés Oliva                     | Brooklyn       |
| 9      | Enrico Paolini          | Francisco Galdós   | Roger De Vlaeminck                    | Andrés Oliva                     | Brooklyn       |
| 10     | Roger De Vlaeminck      | Francisco Galdós   | Roger De Vlaeminck                    | Andrés Oliva                     | Brooklyn       |
| 11     | Roger De Vlaeminck      | Francisco Galdós   | Roger De Vlaeminck                    | Andrés Oliva                     | Brooklyn       |
| 12     | Patrick Sercu           | Francisco Galdós   | Roger De Vlaeminck                    | Andrés Oliva                     | Brooklyn       |
| 13     | Giovanni Battaglin      | Giovanni Battaglin | Roger De Vlaeminck                    | Andrés Oliva                     | Brooklyn       |
| 14     | Fausto Bertoglio        | Fausto Bertoglio   | Roger De Vlaeminck                    | Fausto Bertoglio in Andrés Oliva | Brooklyn       |
| 15     | Franco Bitossi          | Fausto Bertoglio   | Roger De Vlaeminck                    | Andrés Oliva                     | Brooklyn       |
| 16     | Fabrizio Fabbri         | Fausto Bertoglio   | Roger De Vlaeminck                    | Andrés Oliva                     | Brooklyn       |
| 17a    | Patrick Sercu           | Fausto Bertoglio   | Roger De Vlaeminck                    | Andrés Oliva                     | Brooklyn       |
| 17b    | Wladimiro Panizza       | Fausto Bertoglio   | Roger De Vlaeminck                    | Fausto Bertoglio                 | Brooklyn       |
| 18     | Roger De Vlaeminck      | Fausto Bertoglio   | Roger De Vlaeminck                    | Fausto Bertoglio in Andrés Oliva | Brooklyn       |
| 19     | Martín Emilio Rodríguez | Fausto Bertoglio   | Roger De Vlaeminck                    | Fausto Bertoglio in Andrés Oliva | Brooklyn       |
| 20     | Roger De Vlaeminck      | Fausto Bertoglio   | Roger De Vlaeminck                    | Andrés Oliva                     | Brooklyn       |
| 21     | Francisco Galdós        | Fausto Bertoglio   | Roger De Vlaeminck                    | Francisco Galdós in Andrés Oliva | Brooklyn       |
| Skupaj | Skupaj                  | Fausto Bertoglio   | Roger De Vlaeminck                    | Francisco Galdós in Andrés Oliva | Brooklyn       |

## Končna razvrstitev
| Legenda | Legenda                                    | Legenda | Legenda                         |
| ------- | ------------------------------------------ | ------- | ------------------------------- |
|         | Predstavlja vodilnega v skupnem seštevku   |         | Predstavlja vodilnega po točkah |
|         | Predstavlja vodilnega v gorski razvrstitvi |         |                                 |

### Rožnata majica
| Poz. | Kolesar                        | Ekipa              | Čas          |
| ---- | ------------------------------ | ------------------ | ------------ |
| 1    | Fausto Bertoglio (ITA)         | Jollj Ceramica     | 111h 31' 24" |
| 2    | Francisco Galdós (ESP)         | Kas–Kaskol         | + 41"        |
| 3    | Felice Gimondi (ITA)           | Bianchi–Campagnolo | + 6' 18"     |
| 4    | Roger De Vlaeminck (BEL)       | Brooklyn           | + 7' 39"     |
| 5    | Giuseppe Perletto (ITA)        | Magniflex          | + 8' 00"     |
| 6    | Wladimiro Panizza (ITA)        | Brooklyn           | + 8' 13"     |
| 7    | Walter Riccomi (ITA)           | Scic               | + 10' 32"    |
| 8    | Costantino Conti (ITA)         | Furzi–FT           | + 13' 40"    |
| 9    | Miguel María Lasa (ESP)        | Kas–Kaskol         | + 14' 48"    |
| 10   | Gianbattista Baronchelli (ITA) | Scic               | + 14' 48"    |

### Vijolična majica
| Poz. | Kolesar                  | Ekipa              | Točke |
| ---- | ------------------------ | ------------------ | ----- |
| 1    | Roger De Vlaeminck (BEL) | Brooklyn           | 346   |
| 2    | Fausto Bertoglio (ITA)   | Jollj Ceramica     | 159   |
| 3    | Felice Gimondi (ITA)     | Bianchi–Campagnolo | 154   |
| 4    | Patrick Sercu (BEL)      | Brooklyn           | 148   |
| 5    | Luciano Borgognoni (ITA) | Zonca–Santini      | 123   |

### Zelena majica
| Poz. | Kolesar                     | Ekipa              | Točke |
| ---- | --------------------------- | ------------------ | ----- |
| 1    | Francisco Galdós (ESP)      | Kas–Kaskol         | 300   |
| 1    | Andrés Oliva (ESP)          | Kas–Kaskol         | 300   |
| 3    | Fausto Bertoglio (ITA)      | Jollj Ceramica     | 240   |
| 4    | Giancarlo Polidori (ITA)    | Furzi–FT           | 150   |
| 5    | Roger De Vlaeminck (BEL)    | Brooklyn           | 130   |
| 6    | Giuseppe Perletto (ITA)     | Magniflex          | 120   |
| 7    | Marcello Osler (ITA)        | Brooklyn           | 110   |
| 7    | Giacinto Santambrogio (ITA) | Bianchi–Campagnolo | 110   |
| 7    | Wladimiro Panizza (ITA)     | Brooklyn           | 110   |
| 10   | Giovanni Battaglin (ITA)    | Jollj Ceramica     | 80    |

### Campionato delle Regioni
| Poz. | Kolesar                     | Ekipa              | Točke |
| ---- | --------------------------- | ------------------ | ----- |
| 1    | Marcello Osler (ITA)        | Brooklyn           | 43    |
| 2    | Giacinto Santambrogio (ITA) | Bianchi–Campagnolo | 31    |
| 3    | Adriano Pella (ITA)         | Zonca–Santini      | 25    |
| 4    | Giancarlo Polidori (ITA)    | Furzi–FT           | 23    |
| 5    | Patrick Sercu (BEL)         | Brooklyn           | 10    |

### Kombinacija
| Poz. | Kolesar                     | Ekipa              | Točke |
| ---- | --------------------------- | ------------------ | ----- |
| 1    | Roger De Vlaeminck (BEL)    | Brooklyn           | ?     |
| 2    | Fabrizio Fabbri (ITA)       | Bianchi–Campagnolo | ?     |
| 3    | Giacinto Santambrogio (ITA) | Bianchi–Campagnolo | ?     |
| 4    | Marcello Osler (ITA)        | Brooklyn           | ?     |
| 5    | Andrés Oliva (ESP)          | Kas–Kaskol         | ?     |

### Ekipna razvrstitev
| Poz. | Ekipa              | Točke |
| ---- | ------------------ | ----- |
| 1    | Brooklyn           | 11270 |
| 2    | Jollj Ceramica     | 6720  |
| 3    | Kas–Kaskol         | 6200  |
| 4    | Bianchi–Campagnolo | 5895  |
| 5    | Scic               | 3485  |